# 细小马先蒿
细小马先蒿（学名：Pedicularis minima）是列当科马先蒿属的植物，为中国的特有植物。分布在中国大陆的四川等地，目前尚未由人工引种栽培。